# 哈茲爾廷 (密蘇里州)
哈茲爾廷（英語：Haseltine），又名多徹斯特（Dorchester）、哈茲爾廷斯泰申（Hazeltine Station），是位於美國密蘇里州格林縣的非建制地區。

## 歷史
哈茲爾廷的郵局（名為多徹斯特）於1881年設立，其後於1904年停運。

## 地理
哈茲爾廷所處的海拔為高於海平面396米（即1299英呎），而該地所採用的時區為UTC-6，即北美中部時區（CST）。同時該地設有夏令時間，為UTC-6調快一小時，即UTC-5（CDT）。